# تامینا
تامینا دومین گوساله تاگ‌سازی‌شده در ایران است که از منشا سلولی مشابه اولین گوساله تاگ‌سازی‌شده یعنی بنیانا است.. این گوساله پس ۲۸۰ روز حاملگی در ۳ مرداد ۱۳۸۸ با انجام عمل سزارین و با وزن ۷۰ کیلوگرم در در مجتمع دامپروری فکا وابسته به تأمین اجتماعی متولد شد ولی چند روز بعد به دلیل وقوع تب حاد و مواج درگذشت. تأمینا در هنگام تولد عوارض ملایم بعضی ناهنجاری‌های آناتومیکی را نشان می‌داد.

## منبع
1. ↑  «تامینا به بنیانا می‌پیوندد». وبگاه عصر ایران.[پیوند مرده]
2. ↑  «تولید حیوان تراریخته برگونه «بز» متمرکز شد». الف.[پیوند مرده]